# Václav Lebeda
Václav Lebeda, znany pod pseudonimem Voxel (ur. 22 lipca 1992 w Kopřivnicy) – czeski piosenkarz i twórca piosenek. Od 2019 r. występuje jako kapela „VOXEL & Spol.“.

## Kariera muzyczna
Od dzieciństwa grał na flecie i klawiszach, później przeszedł na fortepian i stopniowo uczył się gry na innych instrumentach. Jest absolwentem Uniwersytetu Zachodnioczeskiego w Pilźnie, gdzie studiował na kierunku „popularyzacja kultury muzycznej”. Brał udział w kilku seriach telewizyjnego konkursu Česko Slovenská SuperStar, nie odniósł jednak sukcesu. Ponadto śpiewał i grał na gitarze w formacji Burnout.
Na początku 2012 r. opublikował singiel V síti z tekstem Xindla X. Zaraz potem do utworu został wydany wideoklip. Teksty dalszych singli Hitmaker (z lipca 2012) i Superstar (ze stycznia 2013) napisał Pokáč, z którym Voxel od czasu do czasu występuje w duecie. W marcu 2013 został ogłoszony objawieniem roku na ceremonii nagród muzycznych Óčka, od publiczności otrzymał 19 422 głosów. Jesienią 2013 zajął drugie miejsce w kategorii „Gwiazda internetu” w ramach nagród Český slavík Mattoni 2013 (po tym, jak z konkursu wyłączono pierwotnego zwycięzcę, rapera Řezníka).
W maju 2014 wydał swój debiutancki album „All Boom!”, który reprezentuje starszy repertuar muzyczny artysty. W ciągu dwóch lat kariery solowej przeszedł z oryginalnego electropopu w stronę tworzenia piosenek na gitarę, w związku z czym nowy album zaplanował bardziej akustycznie. Album ukazał się we wrześniu 2015 pod tytułem „Butterfly Effect”. W czerwcu został poprzedzony singlem zatytułowanym Jednou. W ramach nagród Český slavík Mattoni 2014 został laureatem w kategorii „Gwiazda internetu” oraz otrzymał nominację w kategorii objawienie roku.
Na początku 2019 roku stworzył wokół siebie grupę muzyczną, z którą regularnie występuje pod nazwą „VOXEL & Spol.”. Jej skład przedstawia się następująco:
- Václav Lebeda (wokal prowadzący, gitara akustyczna, mandolina)
- Cágo (gitara basowa, wokale)
- Dominik Kopečný (perkusja, wokale)
- Jamie Oswald Skácelík (gitara akustyczna, ukulele, wokale).

## Dyskografia
- All Boom! (2014)
- Motýlí efekt (2015)
- NANOVO (2019)